# Istmo di Corinto

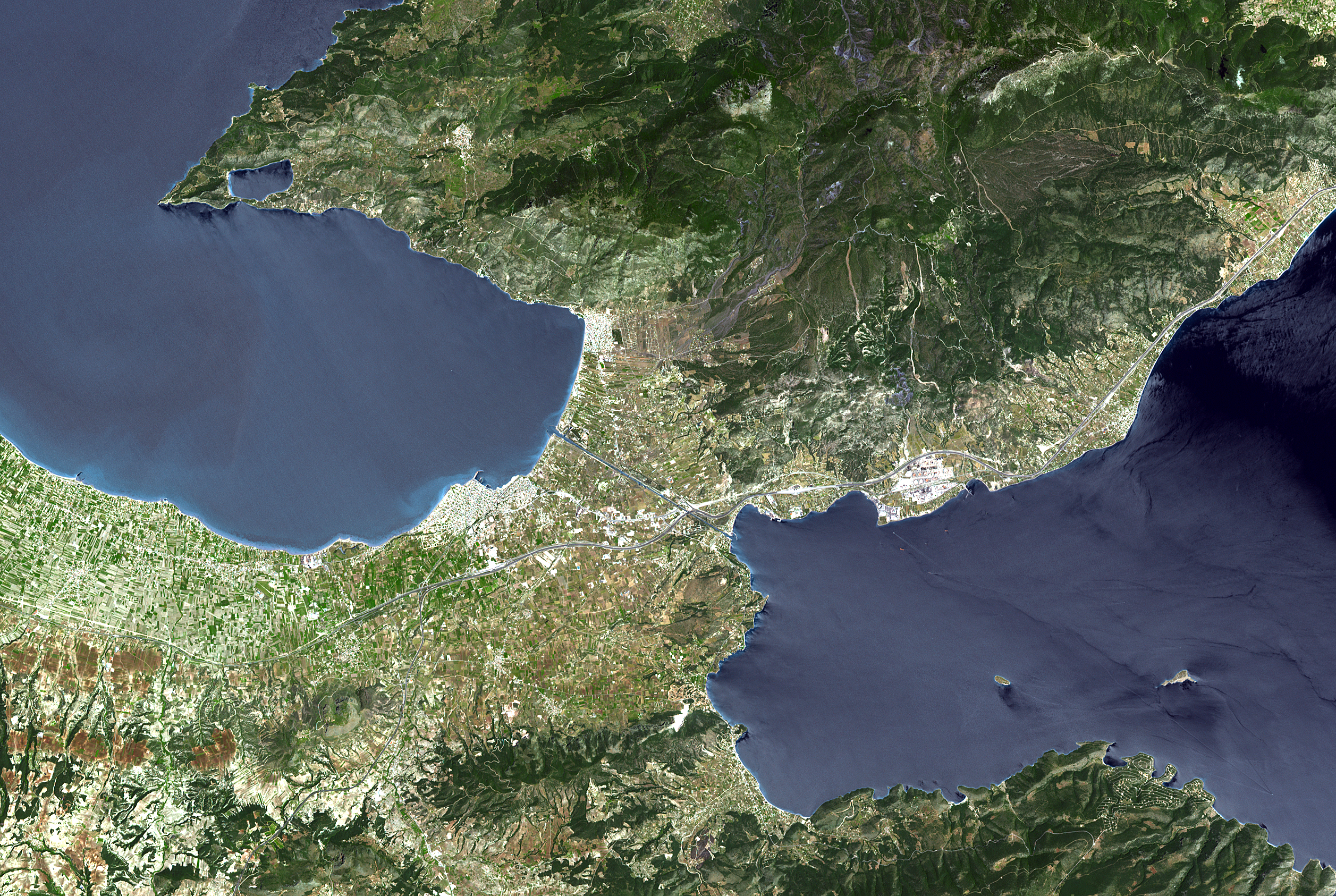
L'istmo visto dallo spazio.

L'istmo di Corinto è una striscia di terra che unisce la penisola del Peloponneso alla Grecia continentale. Separa il Mar Ionio dal Mar Egeo; a ovest dell'istmo si trova il Golfo di Corinto, a est il Golfo Saronico. 
Dal 1893 l'istmo (largo 6,3 chilometri) è tagliato dal Canale di Corinto che ha trasformato il Peloponneso in un'isola. I ponti stradali e un ponte sommergibile nella parte orientale del canale collegano il Peloponneso al continente.
Secondo la mitologia greca fu conteso da Elio e Poseidone. Egeone, dio greco delle mareggiate, fu chiamato a risolvere la disputa, dando ragione a Poseidone.

## Eventi storici
L'istmo è abitato sin dal Neolitico e dall'Età del Bronzo. Fu fortificato dai Corinzi intorno all'XI secolo a.C. come protezione dalle invasioni.
Una seconda linea di mura fu costruita intorno al 480 a.C. dai Peloponnesiaci per fermare un attacco persiano, che poi non si concretizzò. Una terza linea fu innalzata nel III secolo a.C. contro i Celti.
Dal 582 a. C. fu sede dei Giochi istmici, uno dei quattro Giochi panellenici.
Sempre sull'istmo alcuni re della Macedonia furono proclamati strateghi supremi dei Greci nella lotta contro i Persiani: nel 337 a.C. Filippo II di Macedonia, nel 335 a.C. Alessandro Magno e nel 302 a.C. Demetrio I Poliorcete.
Nel 196-195 a.C., nel corso dei giochi, Tito Quinzio Flaminino, vincitore nel 197 a.C. della battaglia di Cinocefale, proclamò la libertà e l'indipendenza della Grecia, che fino a quel momento era stata sotto il controllo di Filippo V di Macedonia.
Nel 67 d.C. Nerone, durante i Giochi istmici, concesse temporaneamente la libertà e l'esenzione dalle tasse e fu lui ad avviare i lavori di scavo del canale, rimasti poi incompiuti:
Svetonio, Vite dei Cesari, VI, 19, 2.»
Sotto Adriano il patrono Erode Attico realizzò lavori di abbellimento dell'istmo.
Sotto Giustiniano questi edifici furono demoliti, anche se forse erano già stati distrutti da terremoti e saccheggi, e fu costruita una grande muraglia che racchiude l'istmo, i cui resti sono ancora visibili.
Nel 1303 i cavalieri franchi combatterono nell'ultimo torneo organizzato sull'istmo.